# Comarca del Salnés
La comarca del Salnés (en gallego y oficialmente, O Salnés) es una comarca costera de la provincia de Pontevedra, (Galicia, España) que se halla entre la ría de Arosa (la mayor productora de mejillón y la ría gallega más grande) y la ría de Pontevedra. La población de la comarca es de 111.763 habitantes (INE 2010) en una extensión de 275,2 km² que da a un densidad de 406 hab./km².

## Topónimo
La comarca del Salnés es mencionada por vez primera en época sueva, en la división parroquial del año 569, bajo la forma (territorio) Salinense, como iglesia dependiente de la sede de Iria. Su nombre hace referencia al gran número de salinas que estaban establecidas en las costas bajas y arenosas de la ría de Arosa.

## Geografía
Limita al norte con el municipio de Catoira, al este con la comarca de Caldas, al sureste con la comarca de Pontevedra, al oeste con la ría de Arosa y con el océano Atlántico, y al sur con la ría de Pontevedra.
Es una comarca que en verano recibe muchos turistas gracias a sus playas entre las que destacan las de la Isla de Arosa y Sangenjo, y El Grove, al cual pertenecen la isla de La Toja y la playa de La Lanzada. Tiene cumbres que superan los 600 metros en el monte Castrove y en el monte Xiabre, los 298 metros del Monte Lobeira y el resto del territorio es el llamado Valle de Salnés. En la Isla de Arosa la máxima altitud es de 68 metros, pero cuenta con vistas de toda la ría.

### Clima
El clima en la comarca es atlántico, pero con veranos húmedos y calurosos. En invierno la temperatura media ronda los 10 °C y en verano 21,5 °C con máximas en verano de 40 °C y mínimas en invierno de menos de 0 °C y que algunos días se baja a 7 °C u 8 °C solamente. Las nevadas no son muy frecuentes ya que la última que cubrió toda la comarca fue en 1984. Si bien cae alguna nevada en los montes más altos como en Xiabre hace pocos años y en el Castrove, tampoco hace mucho.[¿cuándo?]

## Municipios

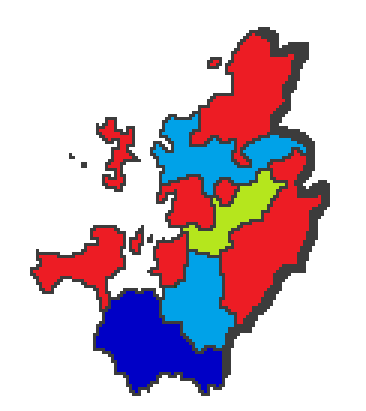
PSdeG
PPdeG
SAL
Independientes Ribadumia

| Concejo              | Población | Extensión (km²) | Imagen de la comarca |
| -------------------- | --------- | --------------- | -------------------- |
| Villagarcía de Arosa | 37.903    | 47,14           |                      |
| Sangenjo             | 17.586    | 44,00           |                      |
| Cambados             | 13.946    | 23,44           |                      |
| El Grove             | 11.241    | 21,89           |                      |
| Villanueva de Arosa  | 10.614    | 35,84           |                      |
| Meaño                | 5.444     | 28,00           |                      |
| Ribadumia            | 5.107     | 19,70           |                      |
| Isla de Arosa        | 5.020     | 7,00            |                      |
| Meis                 | 4.988     | 51,90           |                      |
| Salnés               | 111,763   | 275,2           |                      |